# Robert S. Hale

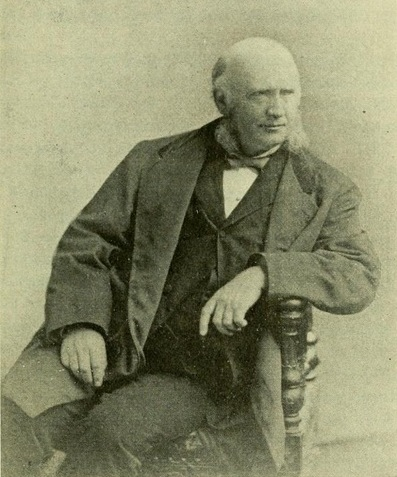
Robert S. Hale

Robert Safford Hale (* 24. September 1822 in Chelsea, Vermont; † 14. Dezember 1881 in Elizabethtown, New York) war ein US-amerikanischer Jurist und Politiker. Er vertrat in den Jahren 1866 und 1867 sowie zwischen 1873 und 1875 den Bundesstaat New York im US-Repräsentantenhaus.

## Werdegang
Robert Safford Hale wurde ungefähr siebeneinhalb Jahre nach dem Ende des Britisch-Amerikanischen Krieges in Chelsea im Orange County geboren. Er besuchte die South Royalton Academy und legte 1842 an der University of Vermont in Burlington die Abschlussprüfung ab. Dann studierte er Jura. 1847 begann er eine Tätigkeit als Anwalt in Elizabethtown. Zwischen 1856 und 1864 war er Richter im Essex County. Man ernannte ihn 1859 zum Regent an der University of the State of New York in New York City. Zwischen 1868 und 1870 war er Sonderberater (special counsel) der Vereinigten Staaten, welcher beauftragt wurde die „aufgegebenen und eroberten Eigentumsansprüche“ zu verteidigen. Als Agent und Berater (counsel) war er zwischen 1871 und 1873 für die Vereinigten Staaten vor der American and British Mixed Commission unter dem Vertrag von Washington tätig.
Politisch gehörte er der Republikanischen Partei an. Er wurde in einer Nachwahl am 3. Dezember 1866 im 16. Wahlbezirk von New York in das US-Repräsentantenhaus in Washington, D.C. gewählt, um dort die Vakanz zu füllen, die durch den Tod von Orlando Kellogg entstand. Er schied am 3. März 1867 aus dem Kongress aus. Bei den Kongresswahlen des Jahres 1872 für den 43. Kongress wurde Hale im 17. Wahlbezirk von New York in das US-Repräsentantenhaus gewählt, wo er am 4. März 1873 die Nachfolge von William A. Wheeler antrat. Da er auf eine erneute Kandidatur im Jahr 1874 verzichtete, schied er nach dem 3. März 1875 aus dem Kongress aus. Als Kongressabgeordneter hatte er während dieser Amtszeit den Vorsitz über das Committee on District of Columbia.
Am 29. April 1876 wurde er zum Kommissar für State Survey ernannt – eine Stellung, die er bis zu seinem Tod innehatte. Er verstarb am 14. Dezember 1881 in Elizabethtown und wurde dann auf dem Riverside Cemetery beigesetzt. Der Senator Matthew Hale (1829–1897) war sein Bruder.